# 君士坦丁省 (法属阿尔及利亚)
君士坦丁省（法語：Département de Constantine）是法国在法属阿尔及利亚的一个省份，存在于1848-1962年间，省会君士坦丁。